# رین اون
رین اون (استونیایی: Rein Aun؛ ۵ اکتبر ۱۹۴۰ – ۱۱ مارس ۱۹۹۵) ورزشکار دو و میدانی اهل استونی بود.
وی در مسابقات کشوری و بین‌المللی در مجموع برندهٔ ۱ مدال نقره شده‌است.